# Les Hauts-de-Caux
Les Hauts-de-Caux – gmina we Francji, w regionie Normandia, w departamencie Sekwana Nadmorska. W 2016 roku liczba ludności wynosiła 1434 mieszkańców. 
Gmina została utworzona 1 stycznia 2019 roku z połączenia dwóch ówczesnych gmin: Autretot oraz Veauville-lès-Baons. Siedzibą gminy została miejscowość Autretot. 